# 阿尔门德罗斯
阿尔门德罗斯，是西班牙卡斯蒂利亚-拉曼恰昆卡省的一个市镇。总面积63平方公里，总人口290人（2001年），人口密度5人/平方公里。